# Trực thăng quân sự
Máy bay trực thăng quân sự là loại máy bay trực thăng được chế tạo riêng hoặc được chuyển đổi để làm vũ khí cho các lực lượng quân sự. Chức năng chính của máy bay quân sự là vận chuyển binh lính, song các máy bay trực thăng vận chuyển còn có thể được chuyển đổi để dùng vào mục đích tìm kiếm-cứu hộ trong chiến đấu, di dời thương binh, chỉ huy trên không, hoặc thậm chí có thể được trang bị vũ khí để tấn công các mục tiêu trên mặt đất. Có các máy bay trực thăng quân sự chuyên dụng dùng vào các loại nhiệm vụ khác nhau; ví dụ, có trực thăng chiến đấu, trực thăng trinh sát, trực thăng chống tàu ngầm, trực thăng vận tải.

## Một số ví dụ về trực thăng quân sự

### Trực thăng chiến đấu
- Boeing-Sikorsky RAH-66 '''Comanche'''
- AgustaWestland AW.129 Mangusta
- Bell 209 / AH-1 Cobra/Supercobra
- Boeing AH-64 Apache
- Atlas CSH-2 Rooivalk
- Wuzhuang Zhisheng
- Eurocopter EC665 Tiger
- Kamov Ka-50 Black Shark
- Mil Mi-24 Hind
- Mil Mi-28 Havok

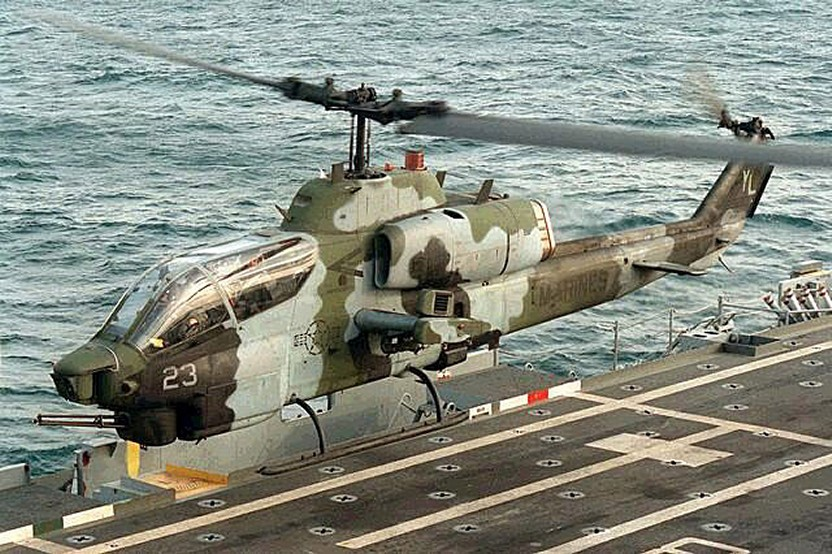
AH-1W Super Cobra của Mỹ
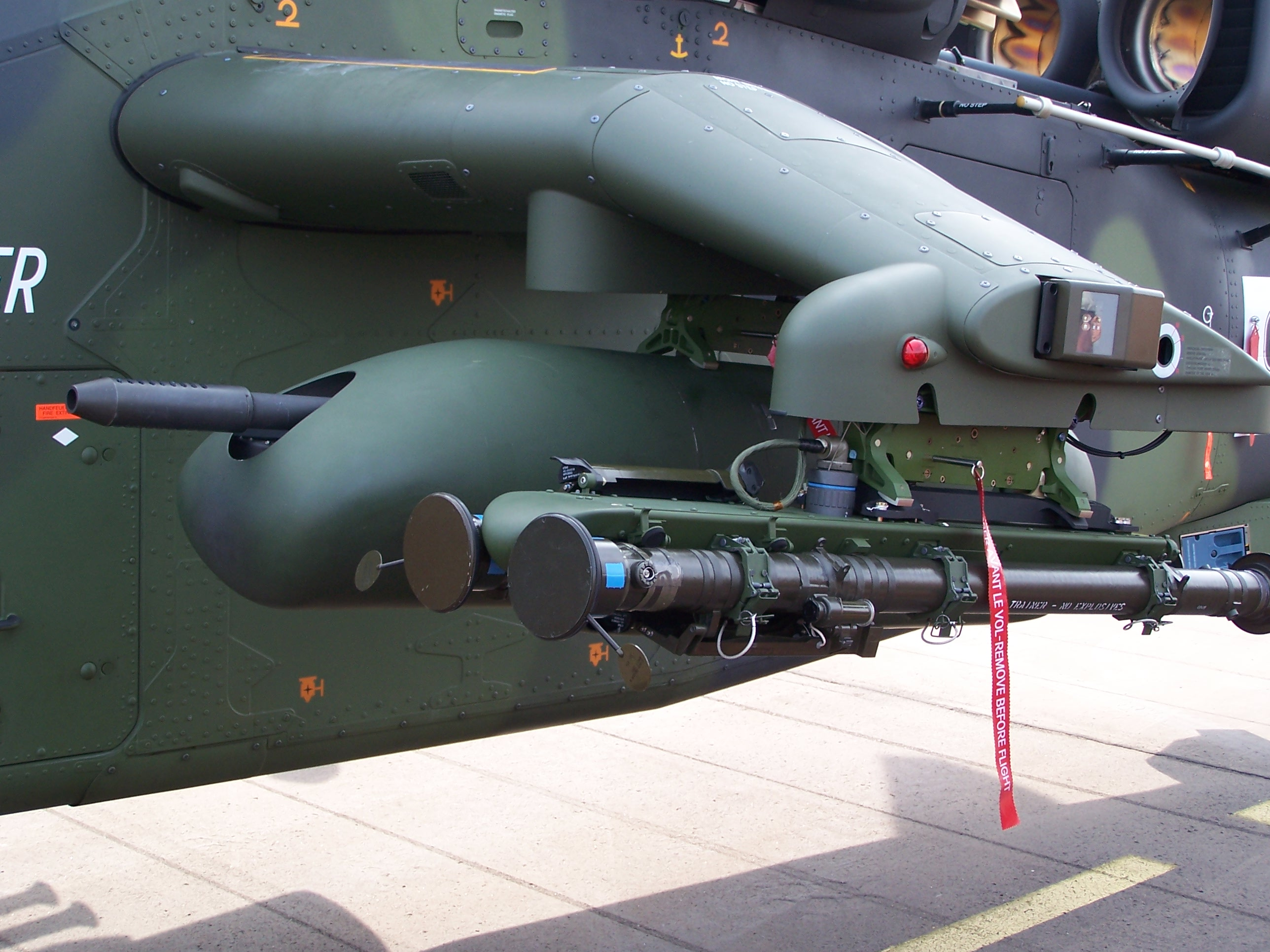
Tiger của Đức

- Tập tin:Weaponised Dhruv.JPG
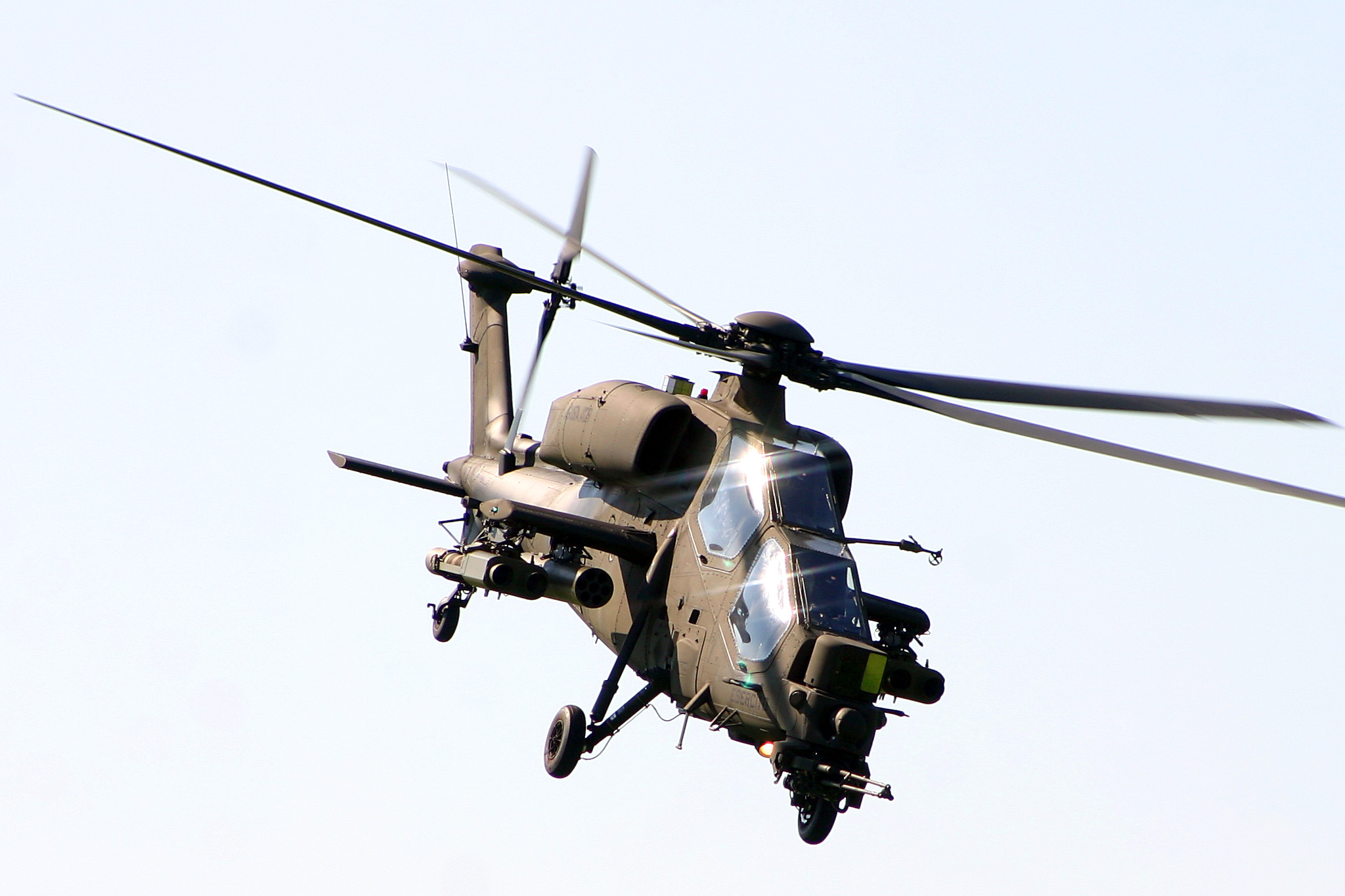
Agusta A129 Mangusta
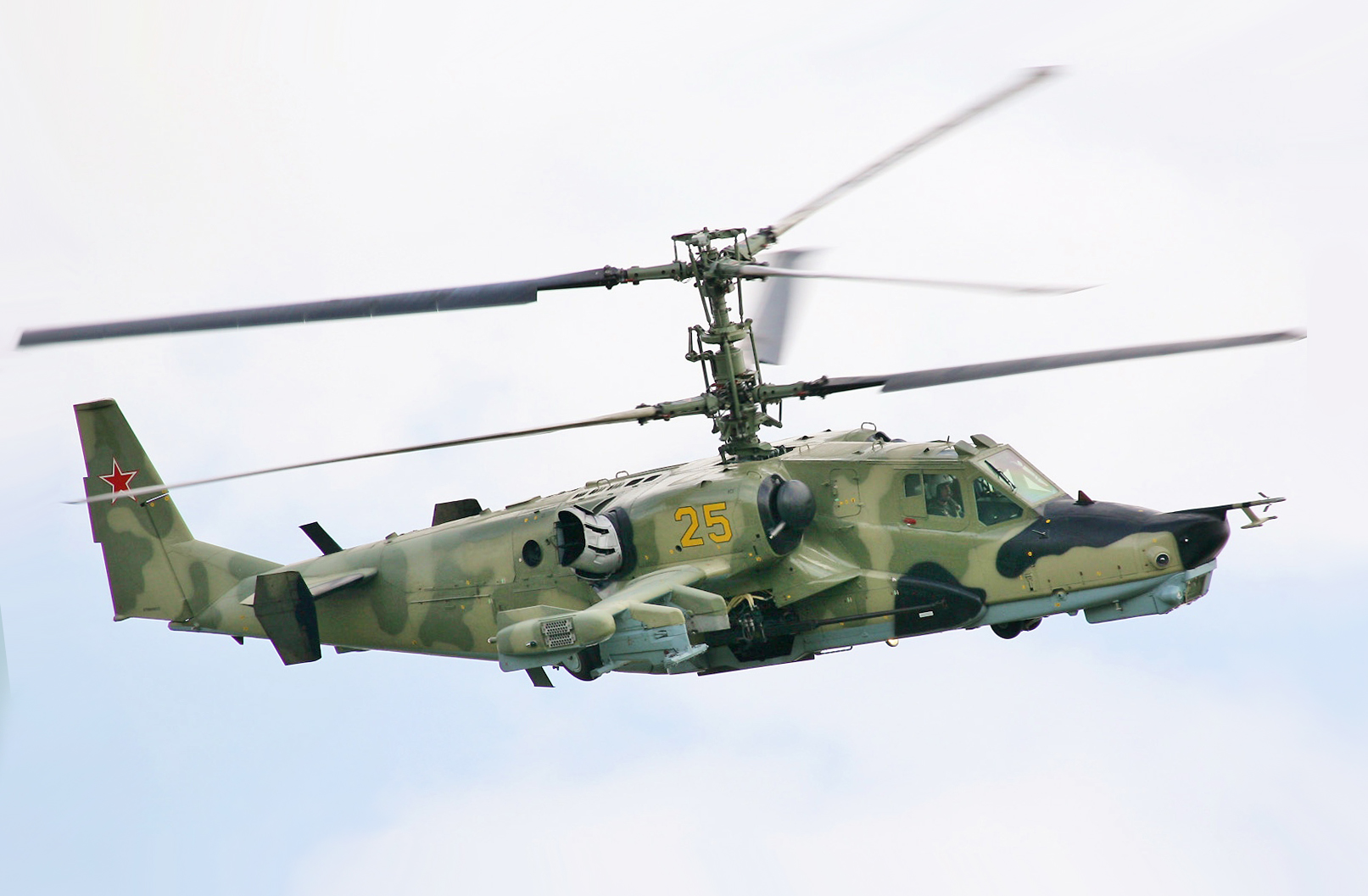
Kamov Ka-50 của Nga

### Trực thăng vận tải
- Bristol 192
- Aérospatiale SA 341/342 "Gazelle"
- Bell OH-58 "Kiowa"
- Bell 205/212 / UH-1 "Iroquois"
- Sikorsky SH-3 "Sea King"
- Aérospatiale SA.330 "Puma"
- Eurocopter AS.532 "Cougar"
- Eurocopter AS.565 "Panther"
- Sikorsky UH-60 "Black Hawk"
- Boeing-Vertol CH-47 "Chinook"
- NHI NH-90

Sikorsky S-65Sikorsky S-65
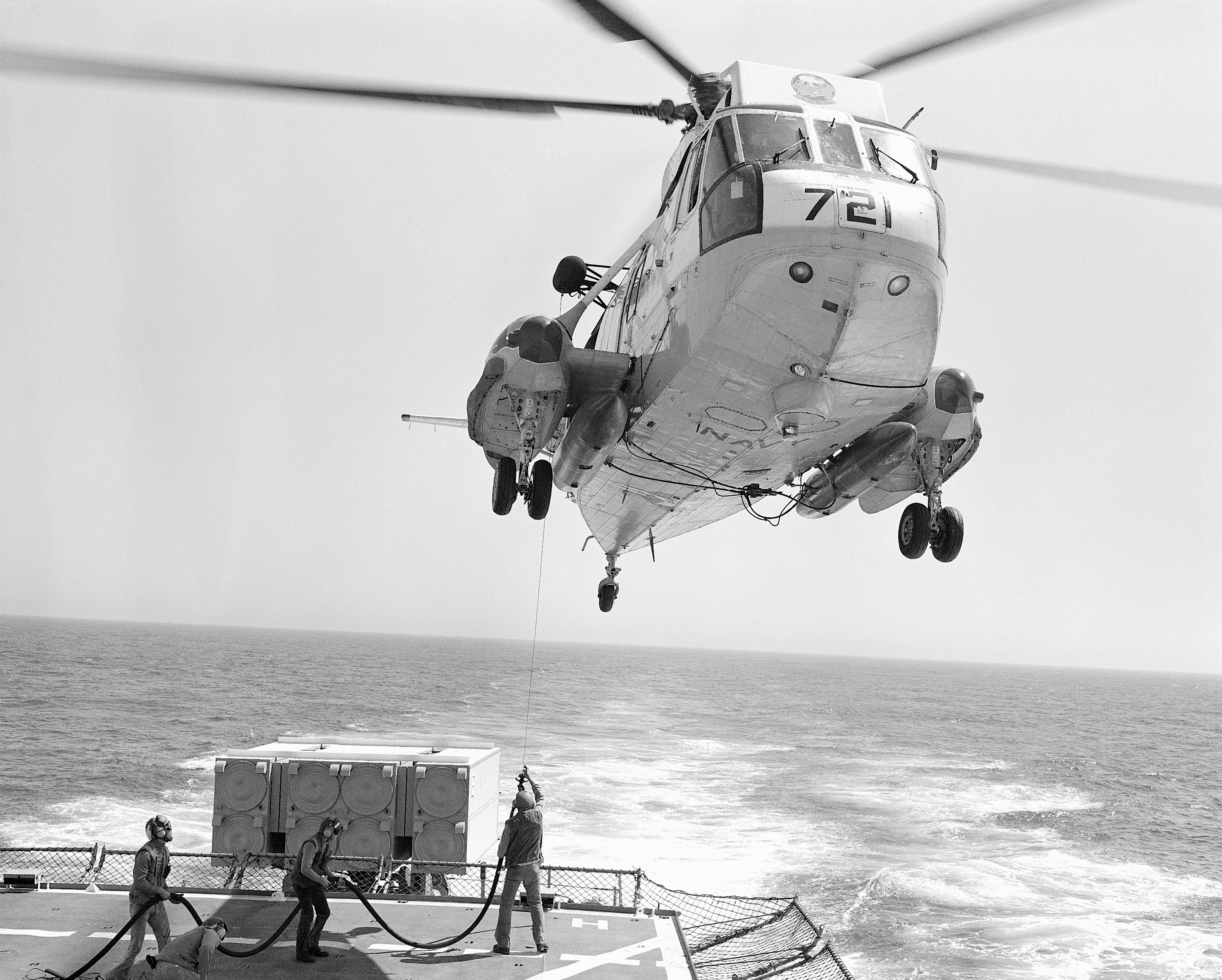
SH-3G Sikorsky S-61
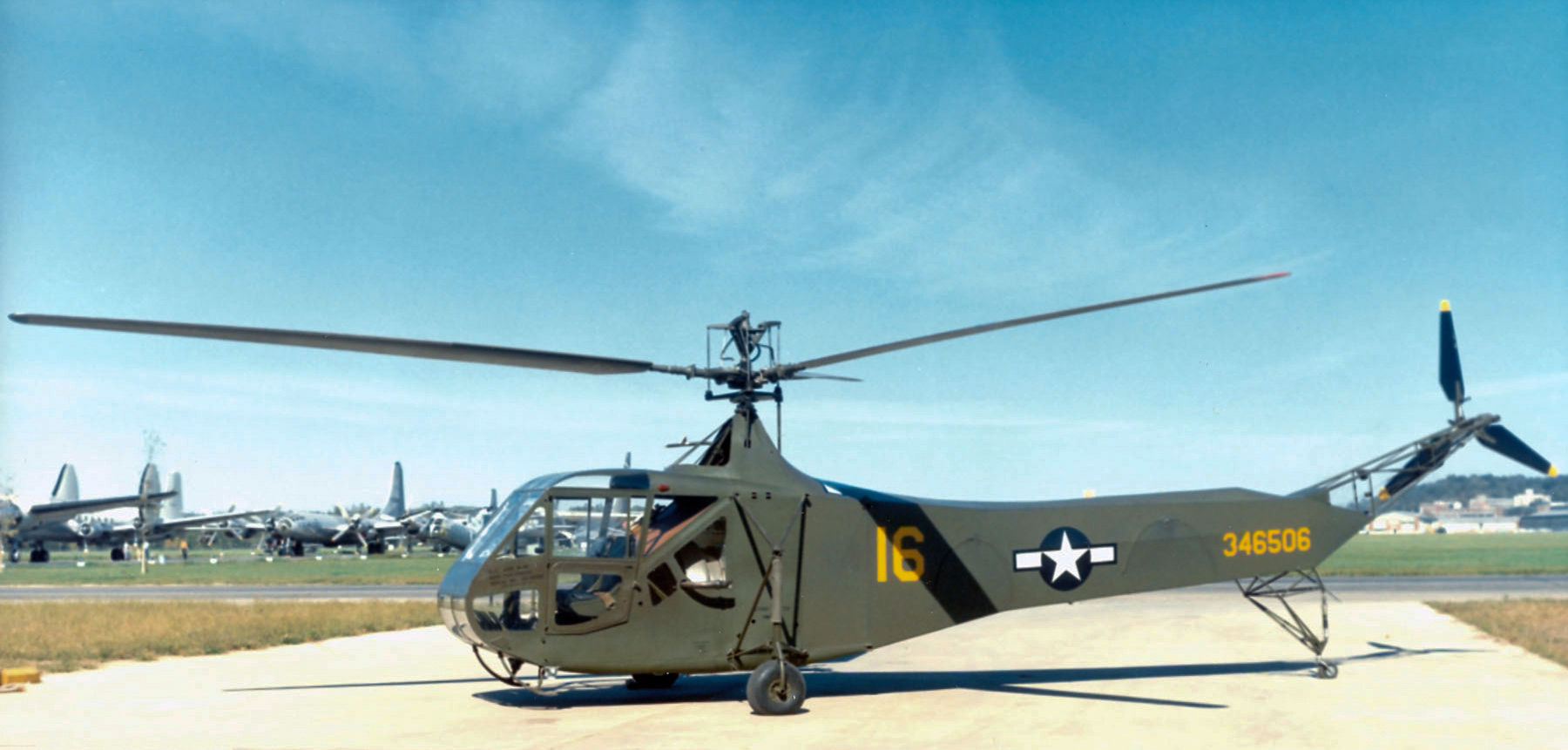
Sikorsky R-4 1944
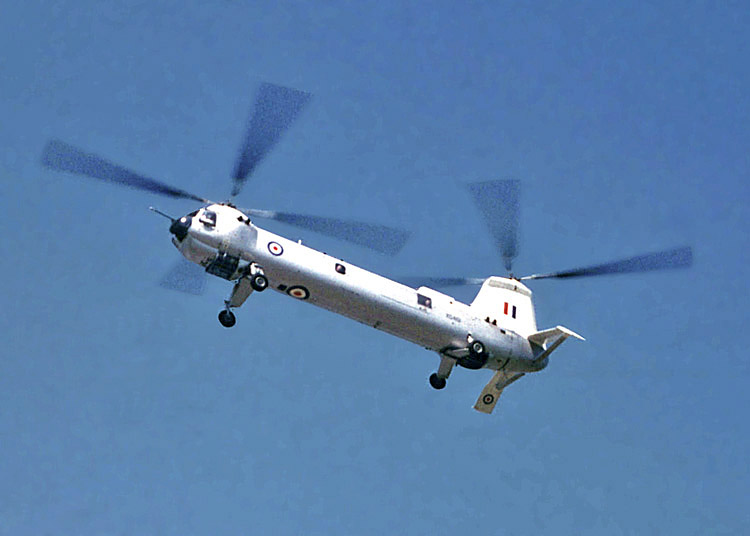
Bristol 192 1961
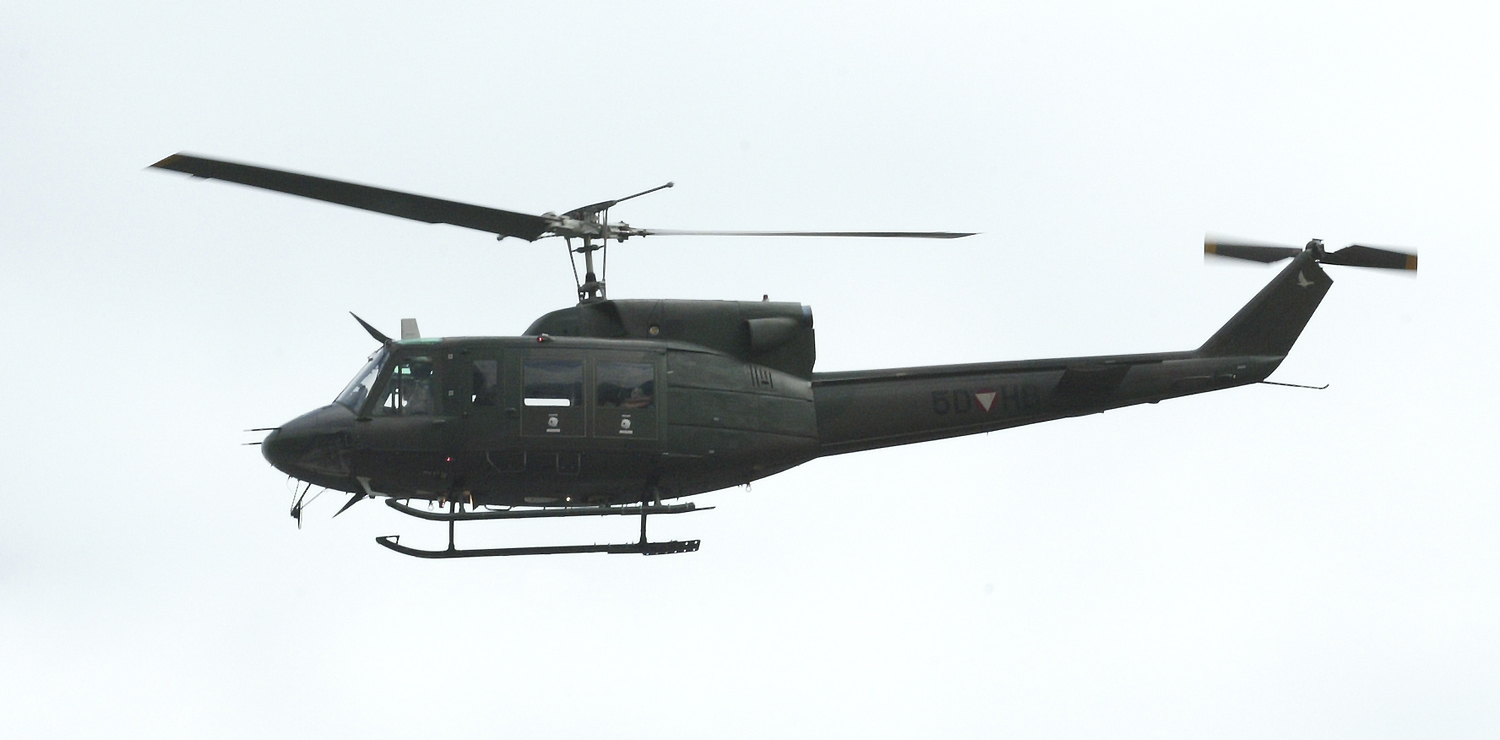
Bell 212
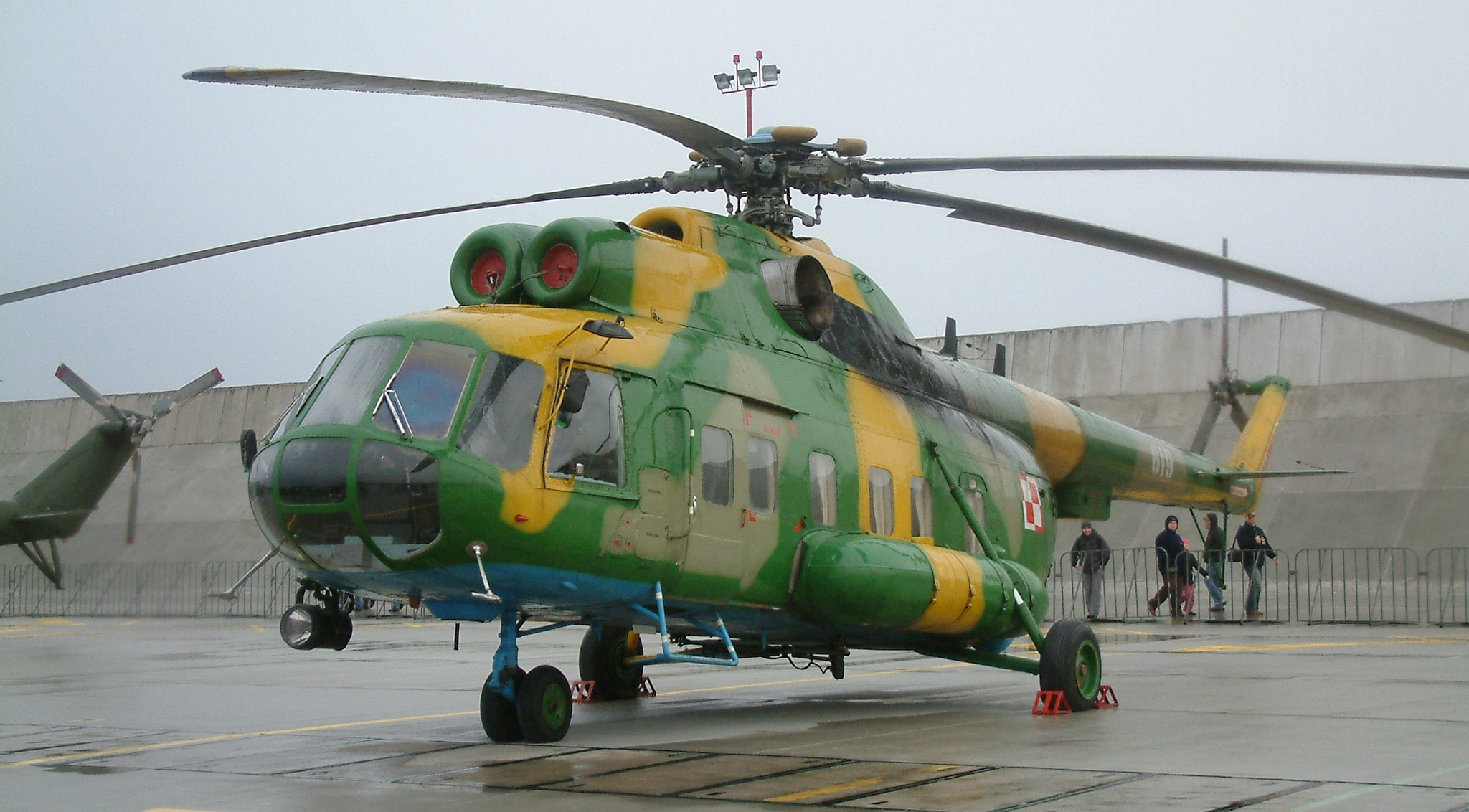
Mi-8S
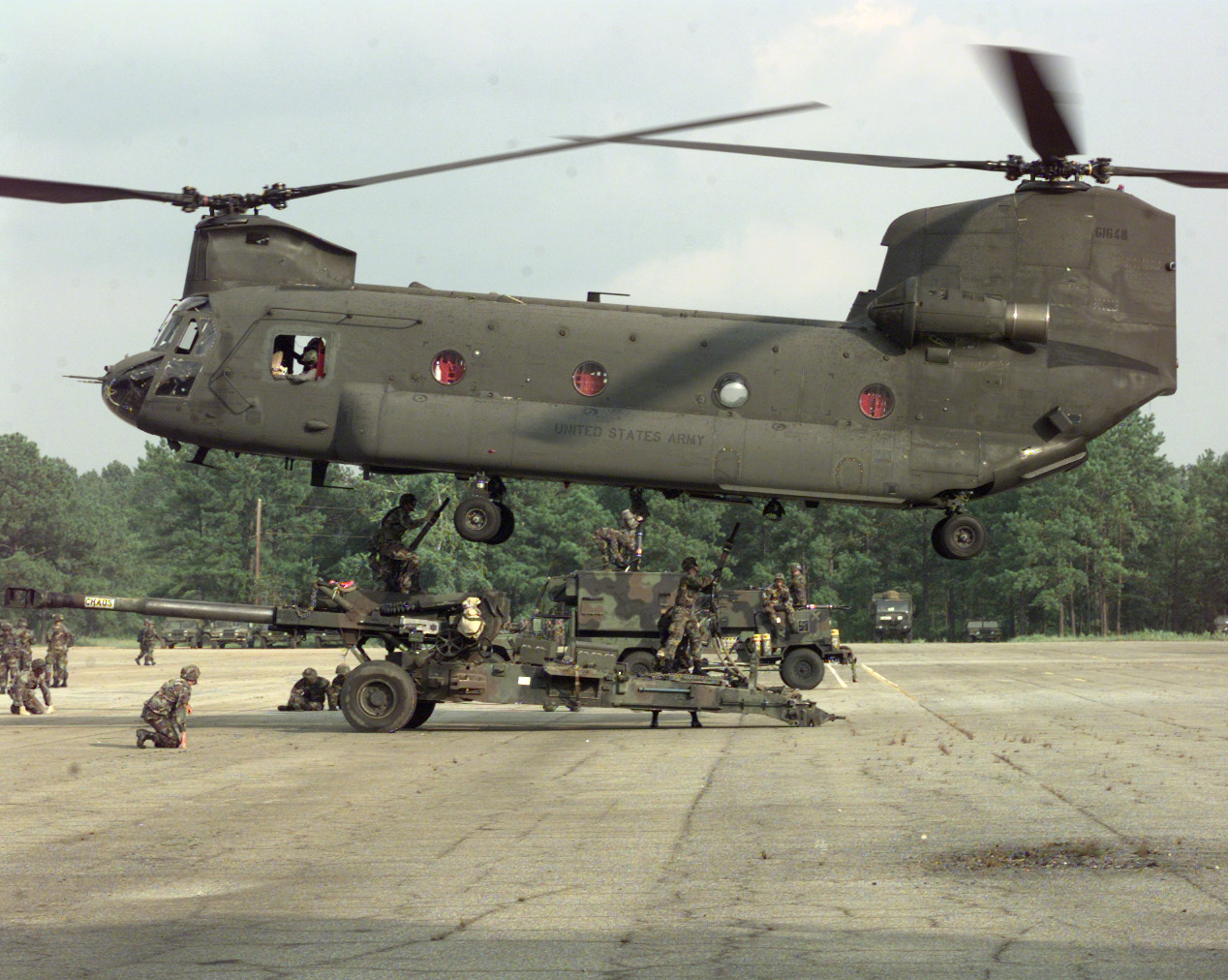
Boeing-Vertol CH-47 Chinook
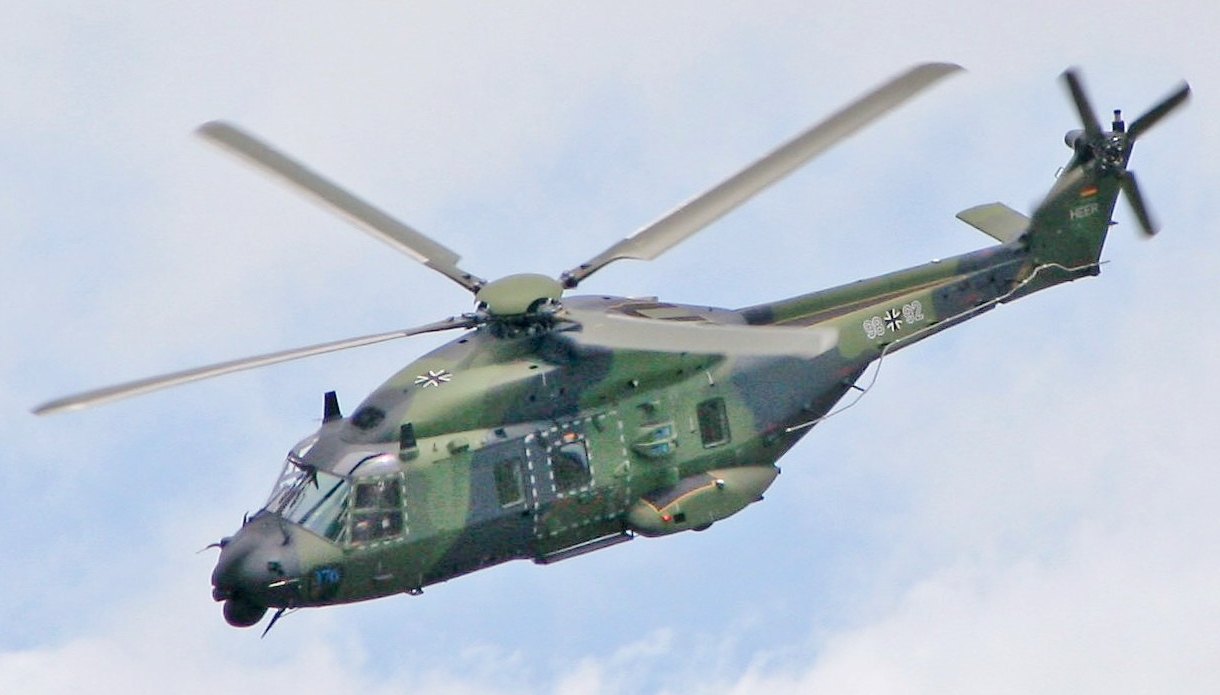
NH90